# Etimologia dos nomes das capitais do Brasil
O Brasil é uma república federativa composta por 27 unidades federativas - sendo os 26 Estados e o Distrito Federal - com suas respectivas capitais estaduais. Este artigo trata da origem etimológica dos nomes das capitais estaduais do Brasil. 
A maioria dos nomes das capitais estaduais brasileiras surgiu durante a era colonial e são alusivos às características geográficas da região destas cidades à época de sua fundação - como Rio de Janeiro (nome atribuído em alusão à baía de Guanabara e ao mês em que a região foi avistada pela primeira vez por colonizadores) e Boa Vista (capital de Roraima). Dentre os nomes de capitais brasileiras é recorrente também o hierotopônimo oriundo de referências diretas à religiosidade cristã católica, tendo em vista o protagonismo cultural e religioso da Igreja Católica no âmbito do Império português e na formação urbana do país. Sendo assim, os nomes de algumas destas cidades são homenagens a santos ou festividades católicas - como Natal (capital do Rio Grande do Norte) e Belém (capital do Pará); ambos sendo alusivos ao ciclo natalino cristão. 
Há dentre as capitais, aquelas com nomes que homenageiam figuras públicas relacionadas à história do estado ou região. É o caso de João Pessoa (capital da Paraíba), São Luís (capital do Maranhão), Florianópolis (capital de Santa Catarina) e Teresina (capital do Piauí). Os nomes destas cidades homenageiam respectivamente o político João Pessoa Cavalcanti de Albuquerque, o monarca francês Luís IX de França, e o presidente brasileiro Floriano Peixoto e a Imperatriz Teresa Cristina. Rio de Janeiro e São Paulo (esta última também se tratando de um hierotopônimo) são as duas únicas capitais brasileiras cujo nome batiza igualmente as respectivas unidades federativa (Estado do Rio de Janeiro e Estado de São Paulo). Há ainda, algumas capitais cujo nome é comumente referido aludindo ao respectivo estado, como é o caso de Belém, Salvador e São Luís que são popularmente citadas como "Belém do Pará", "Salvador da Bahia" e "São Luís do Maranhão"; No entanto, esta não é a nomenclatura oficial de tais locais.   

## Capitais estaduais atuais
| Capital        | Língua de origem | Palavra de origem   | Significado e observações | Unidade federativa  |
| -------------- | ---------------- | ------------------- | --- | ------------------- |
| Aracaju        | Tupi             | arákaîu             | Palavra em tupi que significa "cajueiro das araras" em provável alusão direta à ocorrência de cajueiros (Anacardium occidentale) e araras (Ara) na região.                                                                      | Sergipe             |
| Belém          | Hebraico         | beit lehem          | Palavra em hebraico que significa "casa do pão" e batiza o local da Palestina tido como lugar do nascimento de Jesus de Nazaré dentro da tradição cristã. Alusão ao período natalino.                                           | Pará                |
| Belo Horizonte | Português        | belo horizonte      | Nome faz referência à geografia local. | Minas Gerais        |
| Boa Vista      | Português        | boa vista           | Nome faz referência à uma fazenda homônima no local que deu origem à cidade. | Roraima             |
| Brasília       | Latim            | brasilia            | O nome é uma versão latinizada do nome do Brasil sugerida pelo estadista José Bonifácio de Andrade e Silva, em 1823. | Distrito Federal    |
| Campo Grande   | Português        | campo grande        | Nome derivado de "Arraial de Santo Antônio de Campo Grande", em referência direta à geografia local. | Mato Grosso do Sul  |
| Cuiabá         | Tupi             | ikuia pá            | Significa "lugar da ikuia" (ou "lugar das flechas"). Referência a um dos afluentes do rio Cuiabá utilizado como local de pesca por povos indígenas locais à época.                                                              | Mato Grosso         |
| Curitiba       | Tupi             | Ku'ri tuba          | Nomenclatura tupi que significa "pinheiral" ou "pinheirame", sendo alusiva à ocorrência do pinheiro-do-paraná (Araucaria angustifolia) na região.                                                                               | Paraná              |
| Florianópolis  | Português        | floriano pólis      | Variação toponímica do nome próprio "Floriano" em homenagem ao então Presidente brasileiro Floriano Vieira Peixoto. | Santa Catarina      |
| Fortaleza      | Português        | fortaleza           | Alusão à Fortaleza de Nossa Senhora da Assunção, fortificação histórica edificada pelo Império português no século XVII e local de origem da cidade atual.                                                                      | Ceará               |
| Goiânia        | Tupi             | guyanna             | Palavra em tupi que significa "terra de muitas águas". O nome da cidade, no entanto, é uma referência ao romance Goyana, de Manuel Lopes de Carvalho Ramos.                                                                     | Goiás               |
| João Pessoa    | Português        | João Pessoa         | O nome da cidade é uma homenagem ao líder político local João Pessoa Cavalcanti de Albuquerque (1878-1930), cujo assassinato em 1930 é tido como estopim da Revolução de 1930.                                                  | Paraíba             |
| Macapá         | Tupi             | macapaba            | Variação de macapaba que significa "local de bacabas" ou "local de muitas bacabas" em alusão à bacaba (Oenocarpus bacaba), abundante na região.                                                                                 | Amapá               |
| Maceió         | Tupi             | maçayó              | Significa "o que tapa o alagadiço" em provável referência à geografia litorânea da localidade. | Alagoas             |
| Manaus         | Manaó            | manaos              | Variação da palavra manaos que significa "mãe dos deuses". Era a designação comum de um dos diversos povos indígenas locais, os Manaós.                                                                                         | Amazonas            |
| Natal          | Português        | natal               | Em alusão à data de fundação da cidade - 25 de dezembro de 1599 - dia do Natal para o mundo ocidental. | Rio Grande do Norte |
| Palmas         | Português        | palma               | O nome da cidade é um referência à ocorrência de palmeiras (Arecaceae) na região. A palavra batizava também a Comarca de São João da Palma, onde se iniciou o movimento emancipacionista do estado.                             | Tocantins           |
| Porto Alegre   | Português        | porto alegre        | Não há um consenso sobre a origem do nome. É amplamente aceita a versão de uma simples alusão à paisagem ou atmosfera cotidiana do local.                                                                                       | Rio Grande do Sul   |
| Porto Velho    | Português        | porto velho         | A cidade recebeu este nome em referência a um antigo porto militar às margens do rio Madeira que deixou de ser utilizado na década de 1870 em detrimento de uma instalação recém-construída.                                    | Rondônia            |
| Recife         | Árabe            | ár-raçif (arrecife) | Arrecife é um conjunto de barreiras de corais, abundantes na orla marítima da cidade. | Pernambuco          |
| Rio Branco     | Português        | rio branco          | O nome da cidade é uma homenagem a José Maria da Silva Paranhos Júnior (1845-1912), notório diplomata do Império do Brasil e cujo título nobiliárquico era Barão do Rio Branco.                                                 | Acre                |
| Rio de Janeiro | Português        | rio janeiro         | O nome faz referência à Baía de Guanabara que, dada sua extensão, foi tomada pelos portugueses como o delta de um grande rio. "Janeiro" é referente ao mês do ano em que frotas de colonos chegaram à região pela primeira vez. | Rio de Janeiro      |
| Salvador       | Português        | salvador            | Um hierotopônimo em referência ao título de São Salvador, alusivo à figura de Jesus Cristo como Salvador da Humanidade na tradição cristã.                                                                                      | Bahia               |
| São Luís       | Português        | luís                | Um hierotopônimo em referência a Luís IX (1214-1270), rei de França e santo da Igreja Católica conhecido também como "São Luís da França".                                                                                      | Maranhão            |
| São Paulo      | Português        | paulo               | Um hierotopônimo em referência a Paulo de Tarso em cujo dia festivo foi fundado o Colégio de São Paulo em 1554, dando origem ao povoamento da região.                                                                           | São Paulo           |
| Teresina       | Português        | teresa              | A cidade foi assim batizada em homenagem à Teresa Cristina de Bourbon-Duas Sicílias, Imperatriz do Brasil de 1843 a 1889, que teria mediado com Pedro II a elevação do local como capital da então província.                   | Piauí               |
| Vitória        | Português        | vitória             | O nome da cidade faz alusão às campanhas bem-sucedidas do donatário português Vasco Fernandes Coutinho contra os nativos goitacás, o que assegurou o domínio colonial na região.                                                | Espírito Santo      |

## Classificação
| Tipo de nome     | Quantidade | Capitais                                               |
| ---------------- | ---------- | ------------------------------------------------------ |
| Antropotopônimos | 5          | Florianópolis João Pessoa Rio Branco São Luís Teresina |
| Etnotopônimos    | 1          | Manaus                                                 |
| Fitotopônimos    | 4          | Aracaju Campo Grande Curitiba Palmas                   |
| Hidrotopônimos   | 3          | Maceió Recife Rio de Janeiro                           |
| Hierotopônimos   | 4          | Belém Natal Salvador São Luís                          |
| Potamônimos      | 2          | Cuiabá Goiânia                                         |